# Mladost Zagreb
 (mars 2024).
Si vous disposez d'ouvrages ou d'articles de référence ou si vous connaissez des sites web de qualité traitant du thème abordé ici, merci de compléter l'article en donnant les références utiles à sa vérifiabilité et en les liant à la section « Notes et références ».
Pour les articles homonymes, voir Mladost.
Le Hrvatski akademski športski klub Mladost (HAŠK Mladost, ce dernier mot signifiant « jeunesse » en croate) est un club omnisports croate de Zagreb, dont beaucoup d'infrastructures sont installées au lac de Jarun. Il est fondé en 1903 par l'université de la ville.
Certaines de ses sections ont un palmarès important :
- en volley-ball féminin et masculin ;
- avec le HAVK Mladost en water-polo ;
- en handball, qui a remporté la première édition de la Coupe de Yougoslavie de handball masculin en 1955.